# Sollefteå gravkapell
Sollefteå gravkapell är ett kapell i Sollefteå församling i Härnösands stift. Kyrkan är belägen i centrala Sollefteå.
Gravkapellet byggdes 1927 efter ritningar av Gustaf Hermansson. Flera större renoveringar av byggnaden har genomförts: 1944 utökades bisättningsrummet mot söder med en likbod. På 1950-talet byggdes bland annat en källare med kylrum under kapellet. 1981 skedde också en mindre ombyggnation.
Gravkapellet skyddas enligt Kulturminneslagen.

## Läs mera
- Landsarkivet: O VI, Ritningar rörande begravningskapell på Sollefteå kyrkogård, om- och tillbyggnad, 1914-27, 1943-1969.
- Murberget Länsmuseet Västernorrlands arkiv, Sollefteå kyrka, mapp F2: 34 C